# (2403) Šumava
(2403) Šumava es un asteroide perteneciente al cinturón de asteroides descubierto por Antonín Mrkos desde el Observatorio Klet, cerca de České Budějovice, República Checa, el 25 de septiembre de 1979.

## Designación y nombre
Šumava fue designado inicialmente como 1979 SQ.
Posteriormente se nombró con el nombre checo de la Selva de Bohemia, una región montañosa cercana al lugar del descubrimiento.

## Características orbitales
Šumava está situado a una distancia media de 2,546 ua del Sol, pudiendo acercarse hasta 2,213 ua y alejarse hasta 2,879 ua. Tiene una inclinación orbital de 3,307° y una excentricidad de 0,1308. Emplea en completar una órbita alrededor del Sol 1484 días.